# ۲۱۶ (پیش از میلاد)
۲۱۶ (پیش از میلاد) ۲۱۶مین سال قبل از تقویم میلادی است.